# Minato, Nagoya
Minato (港区 Minato-ku) là quận thuộc thành phố Nagoya, tỉnh Aichi, Nhật Bản. Tính đến ngày 1 tháng 10 năm 2020, dân số ước tính của quận là 143.715 người và mật độ dân số là 3.100 người/km2. Tổng diện tích của quận là 45,69 km2.

## Địa lý

### Đô thị lân cận
- Aichi
  - Nagoya
    - Atsuta
    - Nakagawa
    - Minami

  - Tōkai
  - Kanie
  - Tobishima